# Stendardo nero

Stendardo nero dell'Islam

Lo Stendardo nero o Bandiera nera (in arabo راية السوداء‎? rāyat al-sawdāʾ, noto anche come راية العقاب‎ rāyat al-ʿuqāb o semplicemente الراية‎ al-rāya "la bandiera") è una delle bandiere usate da Maometto nella tradizione islamica. Venne storicamente utilizzato da Abu Muslim nella rivolta del 747 da lui capeggiata che viene definita rivoluzione abbaside, ed è quindi associato al califfato abbaside in particolare. Lo stendardo nero viene considerato anche un simbolo dell'escatologia islamica (che annuncia l'avvento del Mahdi)
Lo stendardo nero è stato utilizzato dai sostenitori del contemporaneo jihādismo sin dai tardi anni 1990.

## Origini
Prima dell'avvento dell'Islam, gli stendardi visibili erano stati utilizzati, almeno nell'esercito romano, per identificare il nucleo delle legioni, come l'Aquila. Verso la metà del XVII secolo, gli Arabi usavano uno stendardo per lo stesso scopo. Tra gli Arabi la  Raya  era una bandiera quadrata; non deve essere confusa con il  liwāʾ  o ʿalam, un segno di identificazione, come un turbante rosso.
Le tradizioni islamiche dicono che i Quraysh avevano un liwāʾ nero e un rāya bianco e nero. Queste stesse tradizioni riportano che Maometto aveva un ʿalam bianco detto "la giovane aquila" (العقاب‎); e un rāya nero, che diceva esser stato fatto dal copricapo di sua moglie Aisha. Questa grande bandiera veniva chiamata l'aquila.
I ḥadīth dicono che Maometto affermò che l'avvento del Mahdi sarebbe stato annunciato dallo stendardo nero che procedeva dal Khorasan e che sarebbe stata la bandiera dell'esercito che avrebbe combattuto il Masīḥ al-Dajjāl.
Nella battaglia di Siffin, secondo la tradizione, ʿAlī usò il liwāʾ del Profeta, che era bianco mentre coloro che combattevano contro di lui utilizzarono bandiere nere.

## Uso storico
La rivoluzione abbaside contro il califfato Omayyade adottò il nero per i suoi rāyaʾ per cui chi parteggiava per loro era chiamato musawwid. I loro rivali scelsero altri colori per reazione; tra questi, le forze fedeli a Marwan II adottarono il rosso. La scelta del nero come colore della rivoluzione abbaside era già motivata dalla tradizione degli "stendardi neri fuori dal Khorasan" associata alla tradizione del Mahdi. Il contrasto del bianco contro il nero come i Fatimidi contro gli Abbasidi, nel tempo portarono all'uso del bianco come colore dell'islam sciita e del nero dell'Islam sunnita.
Dopo la rivoluzione, i circoli apocalittici islamici ammisero che gli stendardi abbasidi erano neri, ma affermarono che quelli del Mahdi sarebbero stati neri ma più grandi. I circoli anti abbasidi risposero: "la bandiera nera da Oriente", "prima e ultima".
Una bandiera nera venne usata dalla dinastia Hotak nei primi anni del XVIII secolo, a seguito della ribellione dei sunniti Mirwais Hotak contro gli scià duodecimani Safavidi e poi dall'Emirato dell'Afghanistan sotto Abdur Rahman Khan (1880–1901).
Il Bábí Mullá Husayn razziò gli stendardi neri nella sua marcia da Mashhad verso occidente, iniziata il 21 luglio 1848, per proclamare il mesasaggio Báb. È stato scritto che lo stendardo nero sventolò sulla fortezza Bábí di Shaykh Tabarsi.
Con lo sviluppo del nazionalismo arabo, nel XX secolo, il nero venne scelto tra i colori panarabi per rappresentare la bandiera nera di Maometto, mentre in nome "Aquila" fece risorgere l'aquila dipinta nella bandiera della Federazione delle Repubbliche Arabe (1972), che rimane anche oggi nella bandiera dell'Egitto.

## Bandiera della Ahmadiyya

La bandiera della Ahmadiyya, disegnata per la prima volta nel 1939, durante l'era del secondo califfo. La scritta sull'immagine della luna piena riproduce una parte dei versetti coranici della sura 124 (traduzione in italiano: "E Allah ti aveva (già) aiutato a Badr, quando eri una piccola forza disprezzabile.")

La Ahmadiyya, un movimento religioso il cui fondatore, Mirza Ghulam Ahmad (m. 1908) affermò di essere il Messia atteso e Mahdi in adempimento delle profezie escatologiche dell'Islam, impiegò anche i colori bianco e nero nella sua bandiera (Liwaa-i Ahmadiyya), issata per la prima volta nel 1939. Nello spiegare l'uso di questi due colori particolari e il loro significato, Mirza Tahir Ahmad, il quarto califfo della Ahmadiyya, osservò che essi contengono diverse connotazioni dell'Islam, per quello che possono tradizionalmente valere in occidente, essendo legati simbolicamente al fenomeno della profezia e all'assorbimento e riflessione della rivelazione divina che solo i colori bianco e nero possono veramente esprimere.

## Bandiera nera dei jihadisti

Stendardo nero usato da diverse organizzazioni islamiche (dai tardi anni 1990) consistente in una shahada bianco su nero.

Bandiera della Jama'at al-Tawhid wal-Jihad, usata nei loro video pubblicizzanti delle decapitazioni.

La tradizione Pashtun di usare una bandiera nera con una scritta riproducente la shahada in color bianco, come insegna militare, risale al XVIII secolo, alla dinastia Hotak, e venne adottata dai Talebani, e quindi da al-Qa'ida negli anni 1990. Questo uso venne adottato globalmente dal movimento del gihadismo nei primi anni 2000, e negli anni 2010 dallo Stato Islamico.
Una bandiera nera con la shahada scritta in bianco è apparsa sui siti web gihadisti da almeno il 2001. (Segnalato su Bandiere del Mondo di Santiago Tazon il 17 novembre 2001: "Ho trovato in diversi duri siti web islamici il simbolo di una bandiera bianca dei talebani incrociata con la sua versione a colori invertiti (probabilmente identificata come bandiera di al-Qaeda): sfondo nero con Shahada in bianco. Non so se questa bandiera è riconosciuta da al-Qaeda, ma è normalmente presente in siti pro-Al-Qaeda.")
Anche se la bandiera storica nera non aveva alcuna iscrizione, questa variante è comunemente nota come al-raya (la bandiera) o come Rayat al-'uqab  (bandiera dell'aquila) secondo la tradizione dei ḥadīth, e alcuni osservatori occidentali l'hanno definitaa bandiera nera della jihad.
Fra le organizzazioni radicali islamiche che hanno usato questa bandiera figurano:
- al-Qa'ida
- al-Shabaab
- Unione delle corti islamiche
- ISIL/ISIS/IS

Nell'ultimo decennio dell'insurrezione nella Thailandia del Sud, la bandiera al-Raya' è stata largamente sostituita con la colorata bandiera secessionista in passato usata da diversi gruppi coinvolti in azioni violente contro il governo della Thailandia.

### Ordine delle parole e posizionamento
Alcune varianti di disegni sono presenti nella seconda frase della Shahada nella forma dello storico sigillo di Maometto. Il cerchio bianco rappresenta il sigillo a forma di anello, e racchiude le tre parole, محمد رسول الله‎ ("Maometto è il profeta di Dio"). All'interno del sigillo, sono scritti dal basso verso l'alto anziché nel solito ordine dall'alto verso il basso per il testo in alfabeto arabo.

### Uso
Il possesso della bandiera è spesso accompagnato da un dito indice alzato. Il simbolismo dietro questo gesto della mano allude alla loro interpretazione fondamentalista del tawḥīd - "La fede nella unicità di Dio è una componente chiave della religione musulmana".

### Divieti e proposte di divieto
Nell'agosto 2014, il Primo ministro britannico David Cameron disse che chiunque avesse esposto lo stendardo nero, nel Regno Unito, sarebbe stato arrestato.
Lo stesso fu anche vietato in una manifestazione pubblica nei Paesi Bassi nel mese di agosto dello stesso anno.
L'uso dell’immagine o della bandiera ISIL/ISIS/IS (ma non di altre versioni della bandiera nera) per usi non culturali, è stato vietato in Germania dal Ministero degli Interni dal settembre 2014. La vicina Austria propose il divieto nello stesso mese.